# Werner von Haacke
Moritz Werner von Haacke (* 24. November 1902 in Berlin; † 27. März 1975 in Hamburg-Eimsbüttel) war ein deutscher Jurist.

## Leben und Wirken

### Jugend und Ausbildung
Haacke entstammt einer briefadeligen Familie, welche Mitte des 16. Jahrhunderts in Thüringen Besitz nachweisen kann und heute im Gesamtfamilienverband mit dem uradeligen Adelsgeschlecht von Hake steht. Werner von Haake war der Sohn des Landwirts und Straßenbahnbetriebsrevisors Reinhold von Haake und der Elise Burghardt. In seiner Jugend besuchte er das Treitschke-Realgymnasium in Berlin, das er zu Ostern 1922 mit dem Abitur verließ. Anschließend studierte er vom Sommersemester 1922 bis zum Wintersemester 1926/27 Rechtswissenschaften an der Friedrich-Wilhelms-Universität in Berlin: Die erste juristische Staatsprüfung bestand er am 14. November 1927 mit dem Prädikat „gut“ und die Große juristische Staatsprüfung am 22. Mai 1931 mit dem Prädikat „gut“. Seinen juristischen Vorbereitungsdienst absolvierte er beim Amtsgericht Charlottenburg (März bis August 1928) und beim Landgericht III in Berlin (August 1928 bis April 1929), bevor er im Dezember 1929 dem Kammergericht als Referend überwiesen wurde. Auf eine Promotion verzichtete er.
Von Juni 1931 bis Januar 1933 wurde Haacke bei den Staatsanwaltschaften I in Berlin und in Guben beschäftigt. Seit dem 16. Januar 1933 gehörte er der Staatsanwaltschaft in Cottbus und dann der Staatsanwaltschaft in Hamm als Wissenschaftlicher Hilfsarbeiter an. Bei der letzteren wurde er am 8. Juni 1933 zum Staatsanwaltschaftsrat ernannt.

### Zeit des Nationalsozialismus
Nach dem Machtergreifung der Nationalsozialisten trat Haacke zum 1. Mai 1933 in die NSDAP ein (Mitgliedsnummer 3.473.313). Im Juli desselben Jahres wurde er zum Referenten des zu dieser Zeit neu eingerichteten Sonderreferats „Zentralstaatsanwaltschaft“ im Preußischen Justizministerium ernannt. Dieses Referat war mit zwei Staatsanwälten – nämlich Haacke und Günther Joel – besetzt und hatte gegen Ausschreitungen von Angehörigen der NSDAP und ihrer Gliederungen (SA, SS etc.) vorzugehen, um einerseits bei der Bevölkerung den Eindruck von Reputierlichkeit und Rechtsstaatlichkeit zu erwecken und andererseits die konservativ-bürgerlichen Bündnispartner der Nationalsozialisten in Regierung und Beamtenschaft zu beruhigen. Von praktischer Bedeutung war die Zentralstaatsanwaltschaft, da ihr – in begrenztem Maße – die Möglichkeit offenstand, SA- und SS-Angehörige für von ihnen begangene Straftaten zur Rechenschaft zu ziehen.
Die beiden Referenten der Zentralstaatsanwaltschaft hatten eine Doppelfunktion: Sie waren einmal Referenten im Preußischen Justizministerium und hatten als solche die einschlägigen Strafverfahren zu überwachen. Zum anderen waren sie als Staatsanwälte bei allen Gerichten Preußens bestellt und konnten so notfalls in besonders schwierigen Fällen an Ort und Stelle als örtliche Staatsanwälte agieren. Als Referent der Zentralstaatsanwaltschaft erfuhr Haacke von zahlreichen Interna nationalsozialistischer Verbrechen, weswegen er in mehreren bedeutenden Nachkriegsprozessen als Zeuge herangezogen wurde.
Zum 1. März 1939 wurde Haacke als stellvertretender Verbindungsführer des Reichsjustizministeriums zum Chef der Deutschen Polizei (= Heinrich Himmler), in die SS aufgenommen (Mitgliedsnummer 314.952) und ehrenhalber zum SS-Obersturmführer ernannt. Zuvor hatte er bereits vom 15. April 1937 bis zum 28. Februar 1939 der SA angehört, in der er zuletzt den Rang eines Oberscharführers erreichte.
Im Oktober 1939 wurde Haacke zum Leiter eines Sonderreferats im Reichsjustizministerium berufen, das durch die Kontrolle wichtiger Anklageschriften die zu Kriegsbeginn geschaffenen Sondergerichte stärken sollte, um die Schlagkraft der Strafrechtspflege zu erhöhen. Während dieser Zeit wurde er am 21. Mai 1941 von Hitler zum Ministerialdirektor befördert.
Bei Kriegsende geriet Haacke in alliierte Internierung und war in der Folge vom 15. Mai (oder Juli) 1945 bis 19. Mai 1947 im Internierungslager Neuengamme. Er nahm als Zeuge an den Nürnberger Prozessen, speziell an Verfahren gegen Joel und Ernst Lautz teil. Im Zuge seines Spruchkammerverfahrens wurde er in die Kategorie III (Minderbelastete) eingestuft.
In der Nachkriegszeit schlug Haacke sich zunächst als Tiefbauhilfsarbeiter in Bremen durch. Zuletzt ist er im Jahr 1969 als Anwalt in Hamburg nachweisbar.

### Familie
Werner von Haacke war dreimal verheiratet. Aus erster Ehe stammt der Sohn Peter, der ebenfalls Jurist wurde. Sein jüngerer Bruder Rudolf starb 1943 in Stalingrad. Seine Schwester Ursula gründete mit dem Arzt Helmuth Schwithal eine Familie.

## Beförderungen
- 22. Mai 1931: Gerichtsassessor
- 8. Juni 1933: Staatsanwaltschaftsrat
- 30. Januar 1935: Erster Staatsanwalt
- 29. Oktober 1936: Oberstaatsanwalt
- 21. Mai 1941: Ministerialdirektor

## Archivalien
- SS-Führerpersonalakte (Bundesarchiv: Bestand SSO, Film 45-A)

## Schriften
- Das Preussische Strafvollstreckungs- und Gnadenrecht vom 1. August 1933 (GS.S.293) nebst der Ausführungsverordnung und der Verordnung über die Durchführung der Untersuchungshaft vom 1. August 1933,  Industrieverlag Spaeth & Linde, Berlin, Wien 1933. Mitwirkender: Karl Schäfer. DNB